# Sipyloidea magna
Sipyloidea magna är en insektsart som beskrevs av Ludwig Redtenbacher 1908. Sipyloidea magna ingår i släktet Sipyloidea och familjen Diapheromeridae. Inga underarter finns listade i Catalogue of Life.